# Катастрофа на річці Ква (2024)

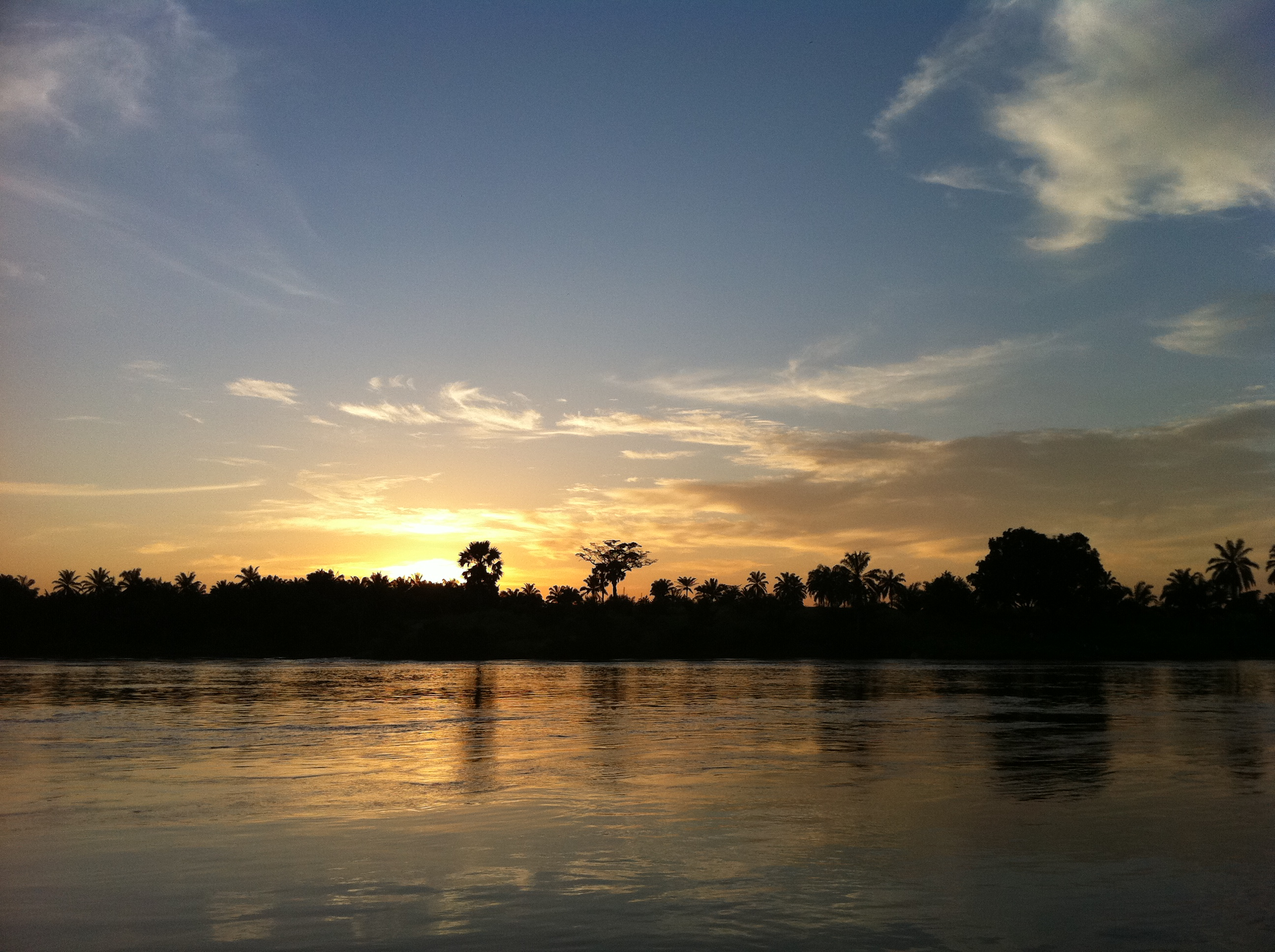
Вид на захід сонця з Калонди

12 червня 2024 року, судно HB la Saintet затонуло в річці Ква, притоці річки Конго в Демократичній Республіці Конго, загинуло щонайменше 86 осіб.

## Події
12 червня 2024 року близько 23:00 за центральноафриканським часом (UTC +2:00) у перевантаженого судна, що прямувало з Мушіє до міста Лебіда, відмовив двигун, і воно врізалося або в берег, або в другий човен і затонуло в річці Ква.
Інцидент стався в провінції Май-Ндомбе, приблизно за 70 км (43 милі) від Мушіє. З 271 людини на кораблі загинуло 86, в тому числі 21 дитина. Понад 100 людей були врятовані, і, за словами комісара району Муші, аж 185 змогли доплисти до берега.
За словами одного чиновника, крім пасажирів, човен перевозив мішки з цементом і був перевантажений.
Президент Фелікс Чисекеді запевнив, що постраждалі отримають допомогу, а також буде проведено розслідування причин цього затоплення.